# Katastrofa w Siewieromorsku

Mapa baz Floty Północnej

Katastrofa w Siewieromorsku – seria eksplozji spowodowana pożarem z 13 maja 1984 r., do której doszło w bazie radzieckiej floty w Siewieromorsku.

## Historia
13 maja 1984 w magazynach radzieckiej Floty Północnej w Siewieromorsku koło Murmańska wybuchł pożar, którego nie udało się opanować. Cztery dni później pożar ten spowodował serię eksplozji uzbrojenia przetrzymywanego w magazynach, w wyniku której zniszczeniu uległa połowa zapasów amunicji strategicznej, m.in. 580 z 900 rakiet ziemia-powietrze SA-1 i SA-3 (S-125 Newa), 320 z 400 rakiet woda-woda SS-3 i GS-12, wszystkie 80 rakiet nośnych dla głowic nuklearnych SS-20, a z prowadzonego w Norwegii monitoringu skażenia promieniotwórczego wynika, że uszkodzeniu musiało ulec także część ładunków atomowych. Pożar zagroził również dwóm atomowym okrętom podwodnym, które udało się jednak ewakuować z portu. Ogień opanowano ostatecznie 18 maja.
Detonacje zmagazynowanej amunicji spowodowały atak paniki wśród mieszkańców miasta, którzy uznali je za skutek wrogiego ataku w ramach pierwszej fazy spodziewanego konfliktu atomowego.
Przyczyna katastrofy nie została do końca wyjaśniona; za najbardziej prawdopodobną uznano niedopałek papierosa rzucony przez jednego z marynarzy oraz fakt, że zbyt duże ilości amunicji składowano na zbyt małej przestrzeni. W katastrofie w Siewieromorsku zginęło ok. 200–300 osób zwalczających pożar, głównie pracowników magazynów oraz techników amunicyjnych, którzy usiłowali zapobiec detonacji zapasów pocisków nuklearnych. Była to największa katastrofa w radzieckiej marynarce wojennej od czasu zakończenia II wojny światowej. Oficjalnie ani dowodzący flotą ZSRR adm. Siergiej Gorszkow, ani szef jej sztabu Władimir Czernawin, nie zostali obciążeni odpowiedzialnością za katastrofę, jednak z uwagi na bliskość Siewieromorska od granicy z Norwegią władze Związku Radzieckiego nie zdołały zatuszować zajścia.
Straty, jakie spowodowała katastrofa w Siewieromorsku, uczyniły Flotę Północną bezbronną, gdyż straciła ona możliwość zaopatrzenia się w amunicję. Część amunicji, w tym m.in. pociski SS-22 były najnowszymi na uzbrojeniu floty ZSRR, jako że weszły na stan uzbrojenia dopiero w 1983. Równocześnie zapasów pocisków SA-3 nie można było łatwo uzupełnić, gdyż jeszcze w latach 70. zaprzestano ich produkcji. Bezpośrednio po zajściu amerykańska administracja szacowała, że Flota Północna będzie zdolna do działania po pół roku, a do pełnej sprawności bojowej wróci po dwóch latach.